# 기독민주당 (네덜란드)
기독민주당(네덜란드어: Christen-Democratisch Appèl, CDA)은 1973년에 설립된 네덜란드의 기독교 민주당이다.